# أندريه بانوفنيك
أندريه بانوفنيك (24 سبتمبر 1914 - 27 أكتوبر 1991)، هو ملحن وقائد موسيقي بولندي. أصبح أحد الملحنين البولنديين الرائدين، وكان له دور أساسي في إعادة تأسيس أوركسترا وارسو الفيلهارمونية بعد الحرب العالمية الثانية. بعد إحباطه المتزايد من الطلبات غير الموسيقية التي طلبها منه نظام البلاد، هرب إلى المملكة المتحدة في عام 1954، وحصل على الجنسية البريطانية. في عام 1957 أصبح القائد الرئيسي لأوركسترا مدينة برمنغهام السيمفونية، وهو المنصب الذي تخلى عنه بعد عامين لتكريس كل وقته للتأليف.

## روابط خارجية
Andrzej Panufnik على موقع IMDb (الإنجليزية)
- Andrzej Panufnik على موقع الموسوعة البريطانية (الإنجليزية)
- Andrzej Panufnik على موقع ميوزك برينز (الإنجليزية)
- Andrzej Panufnik على موقع أول ميوزيك (الإنجليزية)
- Andrzej Panufnik على موقع ديسكوغز (الإنجليزية)